# Queue de chat
Acalypha hispida
Espèce
Classification phylogénétique
La queue de chat, queue de minite ou chenille (Acalypha hispida) est une espèce de plantes à fleurs de la famille des euphorbiacées. Elle est originaire probablement de Malaisie ou de Mélanésie.

## Description
C'est une plante arbustive qui peut atteindre 1,5 m à 3,7 m de hauteur. Elle peut être cultivée à partir de graines ainsi que de boutures, comme plante d'extérieur ou comme plante d'intérieur. Toutes les parties de la plante sont toxiques. La plante est dioïque, et il y a donc des individus monosexués. La plante femelle porte des fleurs pistillées de 0,7 millimètre de long, de couleur violette à rouge vif, et poussant en grappes le long des chatons. Les pistils croissent toute l'année, tant que les températures sont favorables. C'est un arbuste dressé  aux feuilles grandes, ovales et de couleur vert brillant à cuivré.

Les racines, les feuilles et les fleurs sont utilisées à des fins médicales. La plante est très résistante aux maladies, mais avec une certaine vulnérabilité aux pucerons.

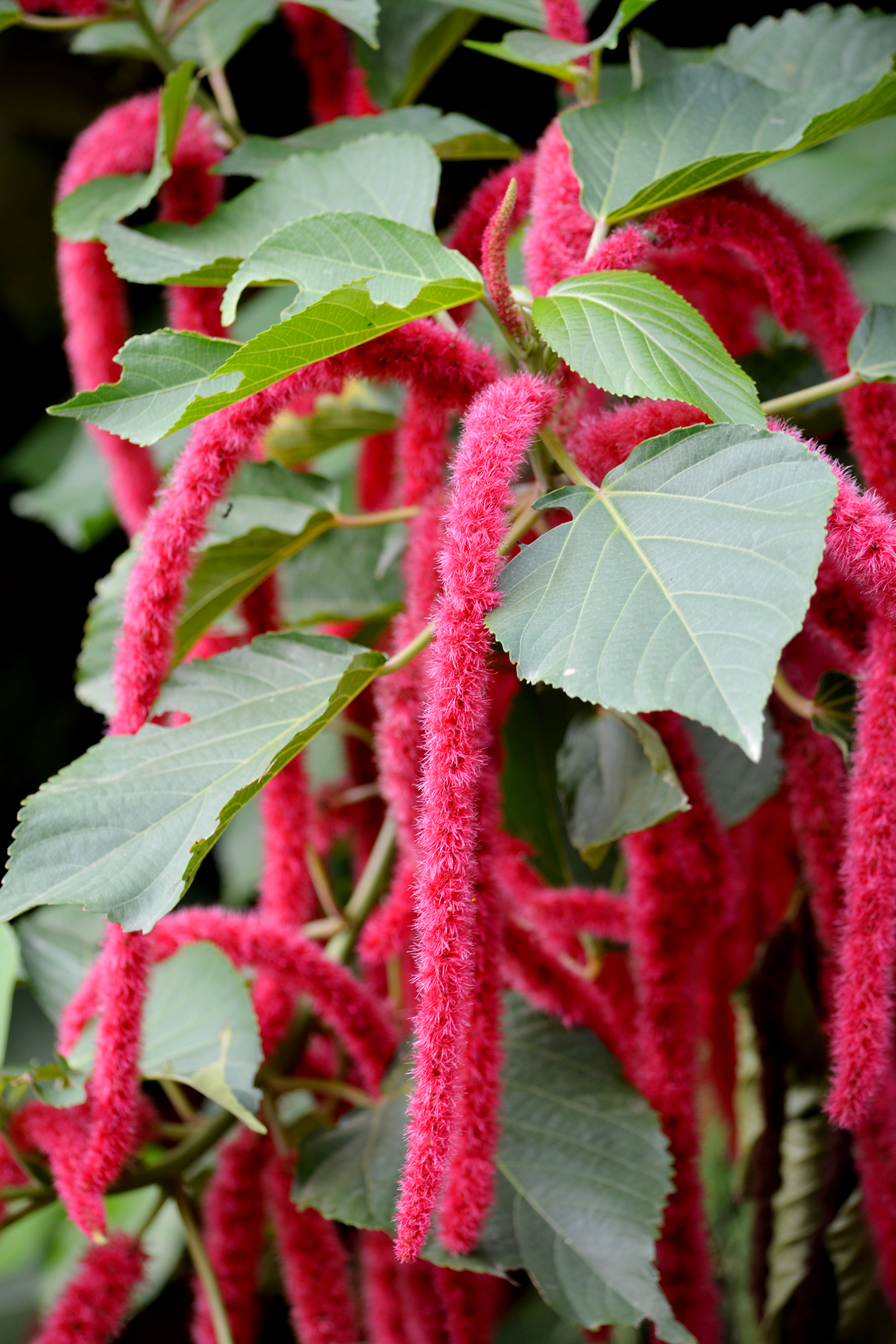
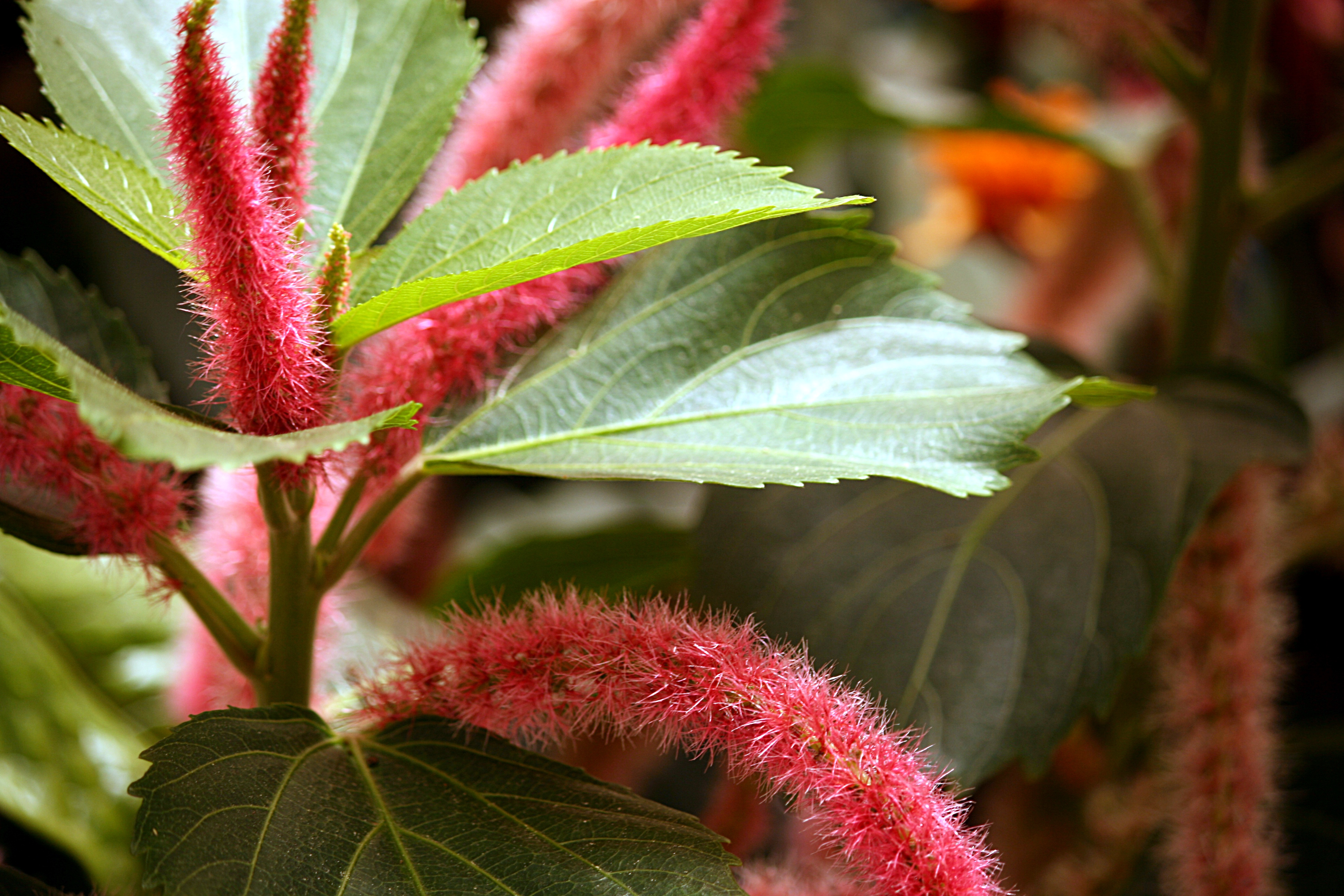
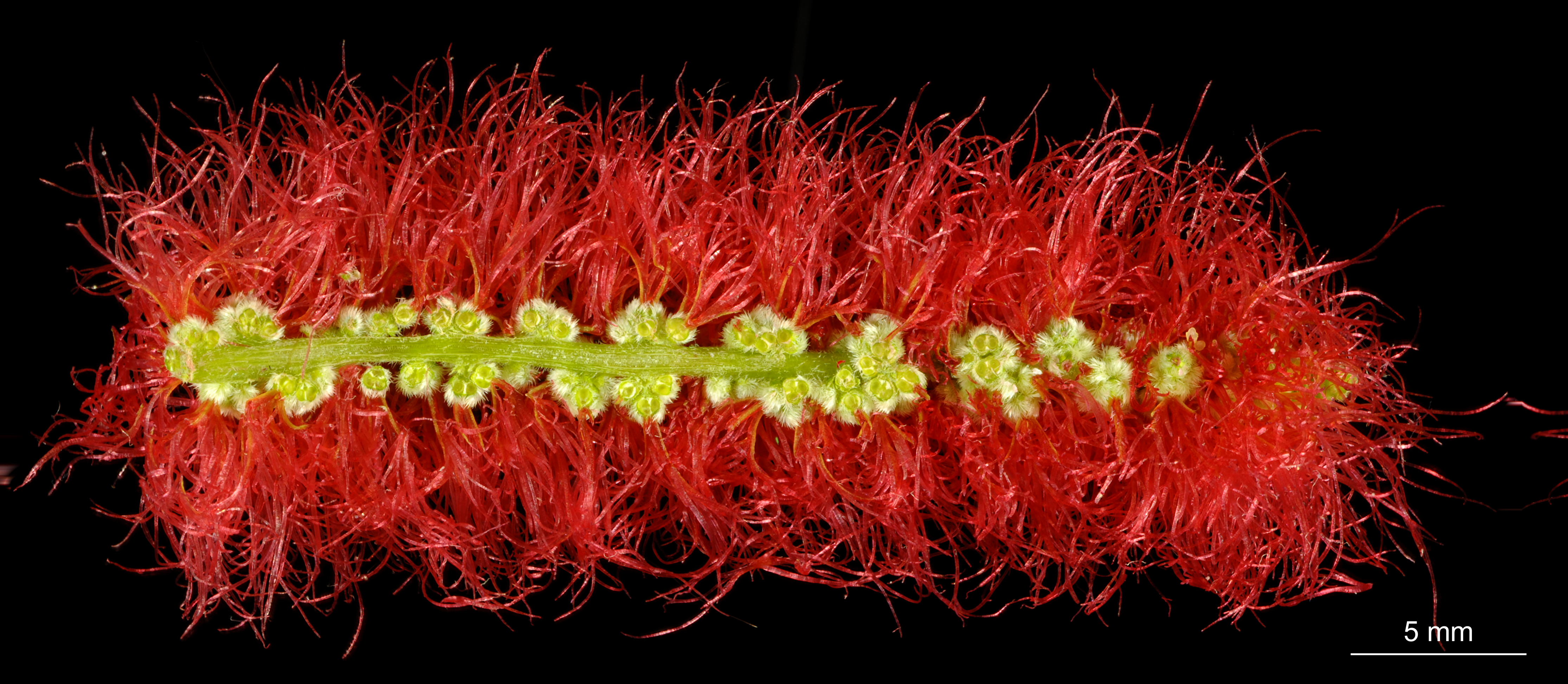
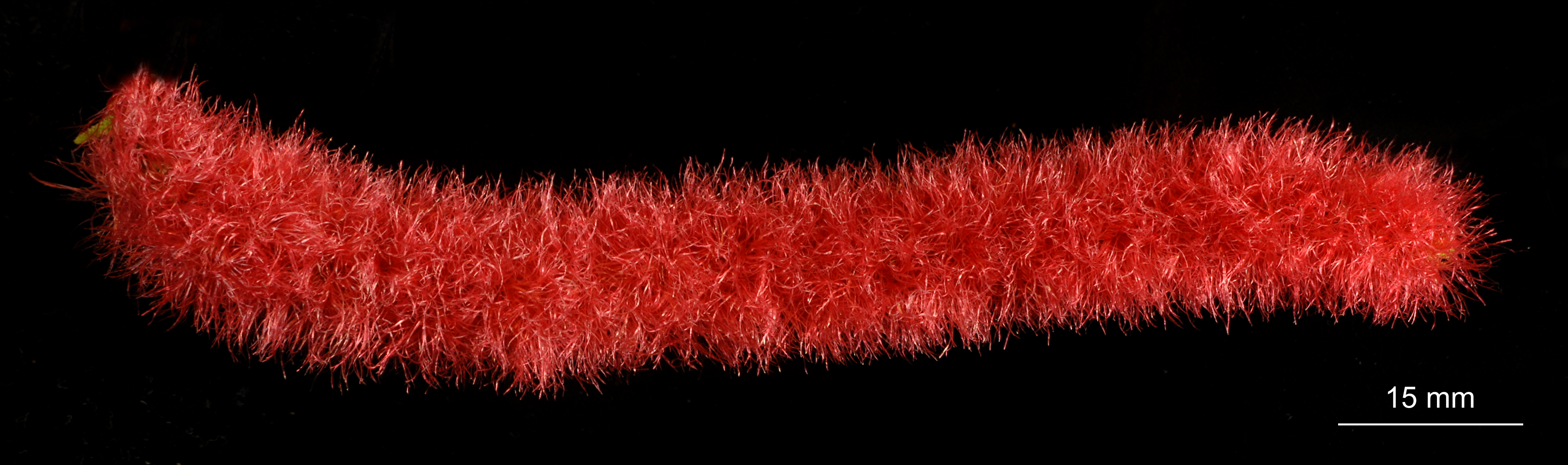
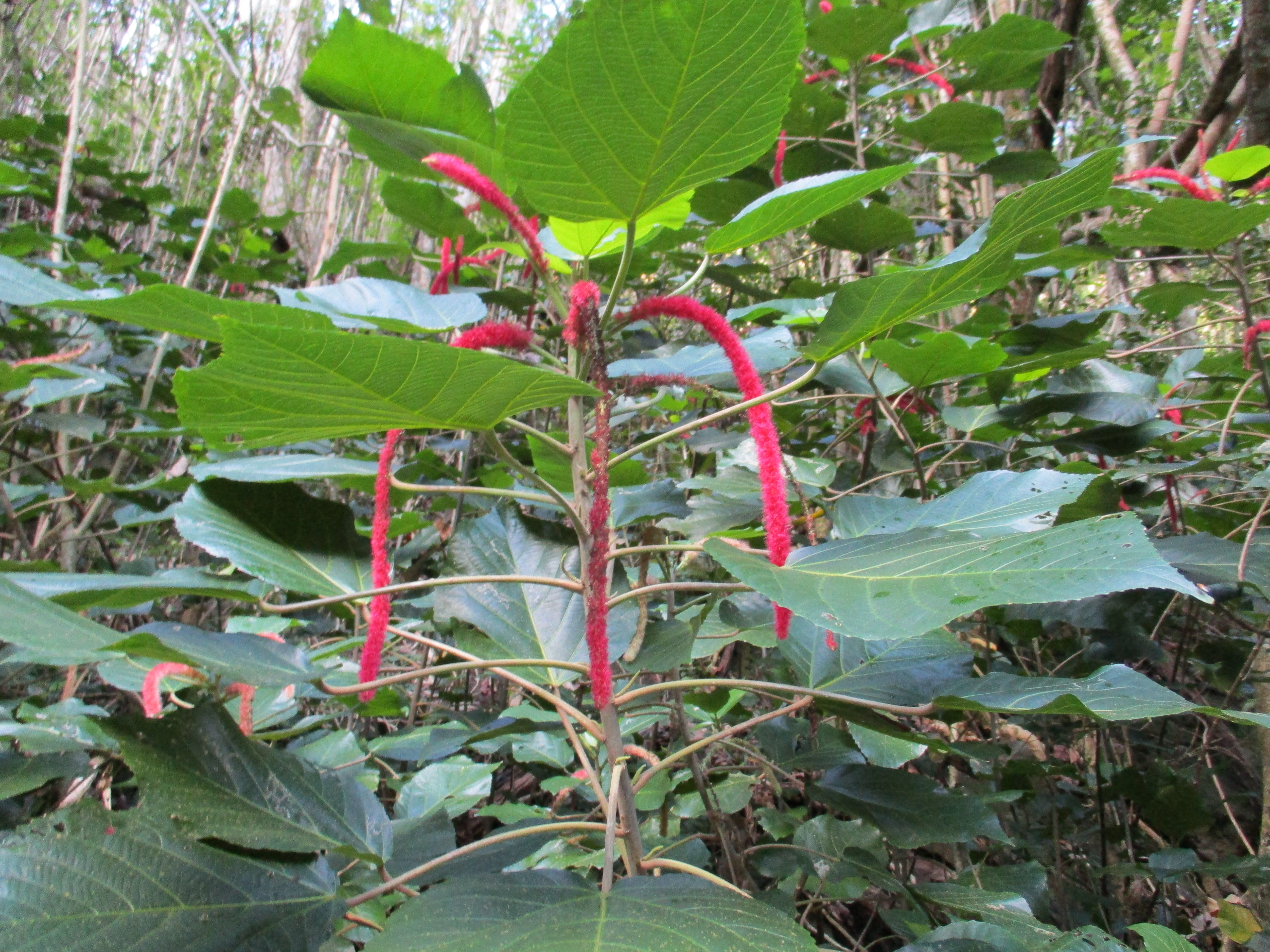
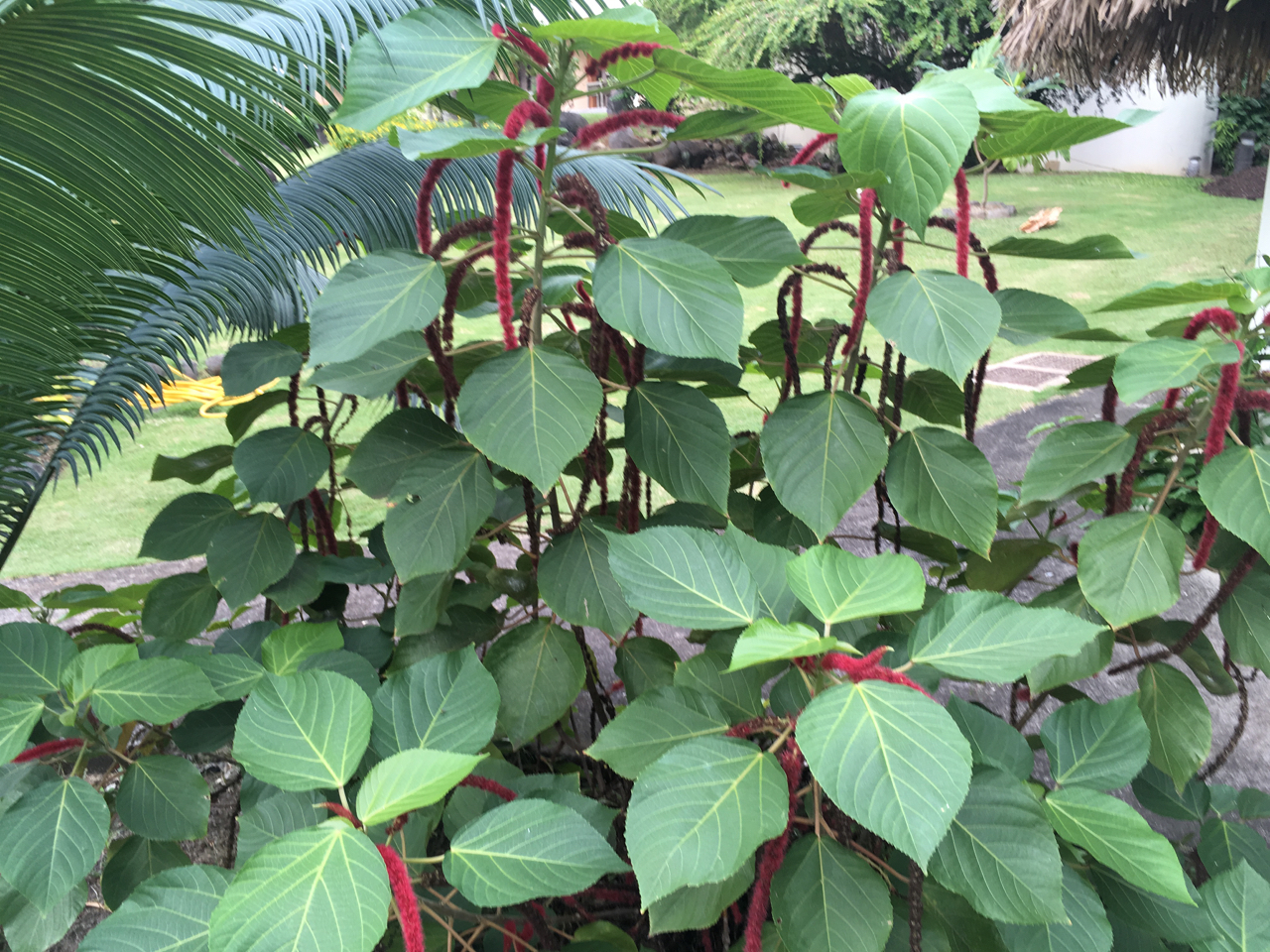